# Epidendrum polyanthum
Epidendrum polyanthum é uma espécie de orquídea epífita do género Epidendrum.

## Descrição
É uma orquídea de tamanho médio a grande, com hábitos de epífitas e terrestres com um talho ereto, cilíndrico, envolvido basalmente por umas poucas vainas escariosas e que estão basalmente juntas, coriáceas, linear-lanceoladas, agudas de cor verde-escuro. Floresce numa inflorescencia terminal, ereta, de 45 cm de longo, forrado, de 5 a 20  flores com a abertura de flores em sucessão no verão, mas é possível várias vezes ao ano.

## Taxonomia
A Epidendrum polyanthum foi descrita por John Lindley e publicada em The Gera and Species of Orchidaceous Plants 106. 1831.
O epítedo específico polyanthum é epíteto latino que significa "com muitas flores".

### Sinonímia
- Epidendrum polystachyum Pav. ex Lindl. (1831)
- Epidendrum bisetum Lindl. (1841)
- Epidendrum funiferum C.morren (1848)
- Epidendrum colorans Klotzsch (1851)
- Epidendrum lansbergii Regel (1855)
- Epidendrum glumibracteum Rchb.f. (1863)
- Maxillaria glumibracteum (Rchb.f.) Hemsl. (1884)
- Epidendrum verrucipes Schltr. (1918)
- Epidendrum quinquelobum Schltr. (1923)
- Epidendrum hondurense Ames (1933)[4][5]

## Conservação
A espécie faz parte da Lista Vermelha das espécies ameaçadas do estado do Espírito Santo, no sudeste do Brasil.
Outros recursos, contudo, listam-a como inexistente do Brasil.